# IV Возничего
IV Возничего (лат. IV Aurigae) — одиночная переменная звезда в созвездии Возничего на расстоянии (вычисленном из значения параллакса) приблизительно 4806 световых лет (около 1473 парсеков) от Солнца. Видимая звёздная величина звезды — от менее +16,5m до +14,5m.

## Характеристики
IV Возничего — оранжевый карлик, эруптивная неправильная переменная звезда (IA:) спектрального класса K. Радиус — около 0,86 солнечного, светимость — около 0,324 солнечной. Эффективная температура — около 4686 К.